# Внуковский сельсовет (Волоколамский район)
Вну́ковский сельсове́т — упразднённая административно-территориальная единица, существовавшая на территории Московской губернии и Московской области в 1925—1939 годах.
Внуковский с/с был создан в 1925 году в составе Осташёвской волости Волоколамского уезда Московской губернии.
По данным 1926 года в состав сельсовета входил 1 населённый пункт — Внуково.
В 1929 году Внуковский с/с был отнесён к Волоколамскому району Московского округа Московской области. При этом к нему был присоединён Прозоровский с/с.
4 января 1939 года Внуковский с/с был передан в состав нового Осташёвского района.
17 июля 1939 года Внуковский с/с был упразднён. При этом селения Внуково и Трулиси были переданы в Черневский с/с, а Прозорово — в Княжевский с/с.